# 韩悳洙
韓悳洙（韩语：／ Han Deoksu */?，1949年6月18日—），大韩民国政治人物，長年從事經濟、外交、通商等範疇，曾任韩国国务总理、代理總統，也曾於2007年至2008年在盧武鉉任内担任总理，并在2006年短期代理过该职，此外还于2024年末起兩度代理總統，期間其本人亦遭受彈劾而一度被停職。
韩悳洙生於全羅北道全州府，1970年加入公務員行列，其後長年從事經濟職務，並於1980年代在哈佛大學深造，取得經濟學博士學位。1990年代起，他在金泳三政府時期開始擔任次官級職位，其後在金大中政府、盧武鉉政府及李明博政府皆獲重用，擔任經濟與對外通商範疇的部長級職位。2007年，他擔任盧武鉉政府的末任總理，期間主導簽訂初版《韓美自由貿易協定》。2009年至2012年間，他擔任第22任韓國駐美大使，成功推動兩國自貿協定正式生效。2022年4月，他獲當選總統尹錫悅提名再度出任國務總理一職，並於5月20日獲國會通過提名。
韩国国会在2024年12月14日对总统尹锡悦第二次弹劾动议案进行表决，以204票赞成通过了该项动议案。随着国会通过弹劾动议案，尹锡悦的总统职权立即停止。根据《大韓民國憲法》，身為国务总理的韩悳洙以第一顺位代行总统职权。但在同月27日，其国务总理一职被弹劾停职，使其国务总理及代理总统职权转由崔相穆行使。2025年3月24日，憲法法院駁回他的彈劾案，並讓他即時恢復國務總理及代理總統職務，直至5月1日自行宣布辞职並參加總統選舉，而本應按順位代理国务总理及代理总统职权的崔相穆亦於同日因故辭職，遂由下一順位的李周浩代理总统及国务总理。

## 生平

### 早年經歷
1949年6月生於全羅北道全州府（現全州市）出生，為六男三女中的五男。1967年，他畢業於京畿高中，並於1971年於首爾大學經濟系畢業。由於他在首爾大學全校第三名身份、商學院以首席身份畢業，因此獲頒大法院長獎作嘉獎。
1970年，韩悳洙通過第8屆行政高等考試，同年於關稅廳開始公務生涯，擔任價格調查負責官室事務官。1976年，他以副總理兼經濟企劃院長秘書官的身份，派赴龜尾經濟合作協會工作。其後，他在1977年至1984年間在哈佛大學深造，1979年獲經濟學碩士，1984年獲經濟學博士學位。當時，公務員前往哈佛大學留學並獲得博士學位，是相當罕見的事例。
期間，韩悳洙擔任多個經濟相關職位，包括在經濟企劃院（1979年至1981年）、商工部（1981年至1993年）工作，至1993年在商工部升任至電子信息工業局長。

### 金泳三政府
1993年3月，在金泳三就任總統後，他改隸總統秘書室，擔任經濟首席下屬的產業負責祕書官職務。期間，他參與制定行業專業化等新經濟政策框架，亦被稱為在大財閥政策上的「首屈一指強硬論者」。1994年6月，他離開青瓦台返回商工部，晉升為管理官，擔任企劃管理室長，同年12月擔任通商貿易室長。在任通商貿易室長期間，他負責推進加入經合組織（OECD）的工作及解除對日貿易限制。1996年12月，他晉升為次官，到1997年3月為止一直擔任專利廳廳長。1997年3月至1998年3月間，他擔任通商產業部次官。

### 金大中政府
韩悳洙在金大中總統時期，於1998年3月至2001年2月間，擔任部長級的外交通商部通商交涉本部長職務。當時，通商交涉本部為新設立的部門，目的為推進韓國在亞洲金融風暴後，協調對內及對外通商的政策。韩悳洙認為當時的貿易夥伴，為求自身利益有築起出口壁壘的傾向。他在任以促進相互協商及引進外國資本為目標，推進領使館成為韓國外貿銷售本部，以及完善吸引及獎勵外國投資者的政策。
此外，他在當時首次推進了《韓美自由貿易協定》，並與智利簽訂了自由貿易協議。他亦處理了亞太經濟合作組織（APEC）在韓舉行峰會的相關實務。
2001年3月至12月間，韩悳洙任駐OECD韓國代表部大使，2001年11月至2002年1月任總統秘書室政策企劃首席秘書官。 2002年1月，他被任為總統秘書室經濟首席秘書官。然則，他在同年7月因韓中大蒜協商風波而辭職。當時，韓中雙方曾於2000年至2002年間，協定同意韓國為保護本國蒜農而對中國產大蒜加徵緊急關稅，但關稅條款屆滿後不得延長。條款屆滿後，當時的輿論指責政府未有通知國民有關日落條款的條文內容，以致韩惪洙問責下台。

### 盧武鉉政府
盧武鉉就任總統後，韩悳洙於2003年6月晉升為產業研究院院長，翌年二月調任國務調整室長。在任國務調整室長期間，他完成對整個經濟政策的政策調整，亦經歷盧武鉉彈劾事件。他亦參與支援伊拉克戰爭派兵、行政首都遷移相關業務，積累政務和安保方面的經驗。
2005年3月，他升任為副總理兼財政經濟部部長（現企劃財政部部長）。期間，他負責了盧武鉉政府的房地產政策和金融－產業資本分離政策。由於當時盧武鉉不是提名財務系統出身官員，而是正統通商產業出身的官員擔任財政部長，因此被評價為非常罕見，亦反證韩悳洙的能力獲盧武鉉認可。2006年3月至4月間，他曾代理國務總理一職。
2006年8月，韩悳洙獲委為韓美自貿協定簽訂支援委員會的委員長，該機構為直屬於總統，負責收集有關《韓美自由貿易協定》的意見，並向國民提供《自貿協定》的信息，調解輿論的矛盾及對國會進行支援活動。
2007年3月，他獲盧武鉉提名為政府的末任總理。同月下旬，其人事案獲國會通過。他強調，在政府任期最後一年，政府會持續改善制約企業活動的不合理規制、培育中小企業和服務產業、擴大社會服務工作崗位等政府重點推進的政策。同時，他亦希望繼續推進簽訂《韓美自貿協定》的工作。在任總理期間，他經歷第二次南北韓首腦會談，並於同年11月在首爾與時任朝鮮總理金英日舉行南北總理會談。

### 李明博政府及非政府組織生涯
李明博就任總統後，韩悳洙因擁有卓越英語實力及通商實力，被內定為下任駐美大使人選。當時，在奧巴馬政府上臺後，《韓美自貿協定》的再協商或追加協商成為兩國之間議而不決的協商，因此，其過往擔任《自貿協定》推手的角色獲新政府重視，而在當時韩惪洙亦已有「韓美自貿協定傳道士」的外號。
韩悳洙在就任駐美大使時（2009年2月），他形容當時的《韓美自貿協定》的前景非常絕望。他指出，當時美國主要的議員都堅持「沒有汽車領域的調整（追加協商）是不行的」。因此，他走訪美國各地，在美國全境游說地方人士，務求對美國當局產生輿論支持。期間，他訪問了31個州的57個城市，會見了地區工商界人士。其後，2011年10月，美國參眾兩院批准《韓美自貿協定》。當時，民主黨主要領導層南希·佩洛西、桑德·列文及斯坦利·霍耶等人皆贊成議案，因此雖然民主黨在眾議院投下的反對票比預期多，但考慮民主黨傳統的反貿易情緒，韩惪洙指出「這種程度的贊成票」（278票贊成，151票反對）也很多。
2011年11月，韓國國會通過《自貿協定》。2012年3月，《韓美自貿協定》正式生效。2012年2月，韩悳洙離任駐美大使一職，亦從公務生涯中退職。同月，他擔任韓國貿易協會會長一職，至2015年2月離任。擔任貿協會長期間，為加強韓美兩國在《自貿協定》生效後的經濟合作，他曾深入美國全境，以州政府主要人士為游說對象。2015年11月至2017年12月間，他擔任氣候變化中心理事長。

### 尹錫悅政府

#### 總理提名
尹錫悅在2022年總統選舉當選後，面臨「朝小野大」的問題。一直向其建議政府人選的法律及經濟界元老集團，向尹錫悅表示韩悳洙是具有國政經驗，亦曾擔任保守及進步派政府的公職，因此是能帶領國民團結的最佳人選，推薦他擔任新政府的首任總理。同時，他們亦指出共同民主黨很難反對曾擔任金大中政府的青瓦臺經濟首席、盧武鉉政府最後一位總理的人選。
2022年4月2日，兩人就國政運營和組閣進行深入對話，韩悳洙在會談中提出責任總理制、保障各部部長的人事推薦權（部長自行推舉副職的人選，不再由青瓦台負責）、鼓舞公務員社會士氣的方案等。翌日，尹錫悅公佈韩惪洙成為新任總理的獲提名人。
2022年5月20日，韓國國會以208票贊成、36票反對，通過了韓悳洙的總理任命動議案。擁有單獨過半優勢的在野黨共同民主黨在當日召開議員總會後，決定贊成總理任命動議案。他們指出，其原因並不是韓悳洙具備相應的資格，而是總理職位不能長期空缺，以及表明在野黨完全沒有阻礙新政府運作的意向。

#### 總理任內事件
2023年9月18日，共同民主党以追究梨泰院踩踏事故及世界童军大露營、日本福岛核电站污水排放、海军陆战队上兵蔡某死亡事件调查相关争议等责任为名向韩国国会提交了总理罢免建议案。9月21日，总理罢免建议案以175赞成票、116票反对、4票弃权在韩国国会全体会议上表决通过，韩悳洙因此成为韩国宪政史上首个罢免建议案通过国会门槛的总理。
2024年2月，尹錫悅政府推出提高醫學院招生人數的計劃，令數千名醫生罷工以示抗議，抗議活動導致外科手術嚴重延遲及醫療人手持續短缺，引發医疗危机。韓悳洙下令採取緊急措施應對危機，包括使用遠距醫療、增加公立醫院運作以及開設軍事診所以作應對。同月下旬，韓悳洙在災難管理會議上宣布，提升韓國衛生警報至「嚴重」級別，並於數日後宣布，將派遣軍事和社區醫生來應對當前的緊急狀況。
2024年4月，在國民普遍對尹政府的不滿下，執政黨國民力量在第22屆國會選舉中慘敗，令尹錫悅成為首個在五年總統任期內皆面臨「朝小野大」局面的總統。韓悳洙和總統室參謀在選舉後，一致向尹錫悅表明辭意。然則，由於尹錫悅相當信任韓悳洙，加上尹錫悅表示不會將內閣改組用作突破政局局面的方法，亦考慮朝小野大的國會持續，因此尹氏對在野黨能夠同意任命的人物持慎重態度，最終退回其辭呈。

#### 2024年緊急戒嚴
2024年12月3日晚上，時任總統尹錫悅突然宣布緊急戒嚴。韓悳洙指出，當時建議宣布戒嚴令並沒有按照《戒嚴法》第2條規定，「國防部長或行政安全部長在發生戒嚴事由時，須通過國務總理向總統建議宣佈戒嚴。」他在出席審議宣布戒嚴的國務會議前，對戒嚴令並不知情。而宣佈戒嚴前舉行的國務會議，韓悳洙指出存在很多程序和實體上的缺陷。他在接受國會質詢時，指出該會議舉行後發出宣佈戒嚴的文件上，並沒有出席國務委員的簽名，指出連宣佈戒嚴合法所需的最低限度的形式條件都不具備。就出席委員的發言，韓悳洙指在席的所有國務委員全員反對宣布戒嚴，他本人向總統指出，戒嚴將會對經濟及對外信任度帶來巨大障礙，亦也不會被國民接受，而反對宣佈戒嚴。
在宣布戒嚴後，韓國國會於翌日凌晨1時全票通過要求總統解嚴的議案，據SBS偵查報導指出，在韓悳洙的反覆說服下，尹錫悅才在翌日凌晨4時向國民演講宣布解除戒嚴。在戒嚴事件後，尹錫悅於同月7日發表國民談話，表示包括其任期問題在內，今後之政局穩定方案將全權委託予執政黨處理，亦承諾今後國政運營將由執政黨和政府共同負責。其後，時任國民力量黨魁韓東勳指出總統已「無法正常履行職務」，並提出「有秩序地退位」的縮短總統任期並提前下台的方案。韓東勳與韓悳洙兩人於同日在總理公館舉行緊急會晤，並於翌日舉行聯合對國民談話，韓悳洙表示會為國家的安危著想和維持國民日常生活兩方面為事後的施政方針，以外交部長為中心，帶領全體內閣閣員維持韓美、韓日及韓國友邦的信任。

#### 第一次代理总统（2024年12月14日～2024年12月27日）
2024年12月14日，韩国国会通过针对总统尹锡悦的弹劾案，韩悳洙作为国务总理代行总统职权。
12月26日，由于韩悳洙拒绝委任国会投票选出的宪法法院法官候选人，因此被共同民主党提出弹劾。韓悳洙以憲法裁判官人事案需要朝野取得共識，並協商提交議案為前提，表明拒絕任命憲法裁判官。此行為被法律界一致批評，憲法學者會議在同日舉行的會議中表示代理總統行使法律案否決權並不合適。西江大學法學研究院教授林志奉表示，韓悳洙的行為阻礙憲法法院以九名裁判官的完整體系開始彈劾審判。高麗大學法學研究院教授金善澤亦指，國會表決選出的任命案移交到政府，政府任命裁判官的行為屬義務而非選擇同意或拒絕的權力。

#### 停职（2024年12月27日～2025年3月23日）
12月27日，韩国国会在执政党國民力量议员未参与投票的情况下投票通过针对韩悳洙的国务总理弹劾案，其国务总理及代理总统一职由副总理兼企划财政部长官崔相穆来代行。憲法裁判所於同月30日就國民力量對彈劾案通過門檻提出的爭議表示，在憲法裁判所另行決定之前應維持國會彈劾案通過後引發的停職效力。 

#### 第二次代理总统（2025年3月24日～2025年5月2日）
2025年3月24日，韓國憲法法院裁定駁回針對韩悳洙的彈劾案，即時恢復國務總理及代理總統職務。4月4日，宪法法院裁定罢免尹锡悦，韩悳洙作为代总统负责下届总统选举的相关工作。
2025年4月8日，正式任命共同民主党提名的马恩赫为宪法法院法官、大法院院长曹喜大提名的马镛周为大法院法官。另提名法制处处长李完揆、首尔高等法院法官咸尚勋为宪法法院法官，以接替即将卸任的文炯培和李美善。国会议长禹元植则要求其撤回提名并就此道歉。4月16日，宪法法院裁定暂停代总统提名宪法法官候选人的效力。2025年6月5日，韩国总统李在明撤回了韩悳洙的宪法法院法官的提名。
2025年5月1日，韩悳洙辞去国务总理的职务，其任期将于5月2日结束。原定第一順位的经济副总理崔相穆亦於同日因故辭職，遂由社会副总理兼教育部長李周浩代行国务总理及总统职务。

### 参选总统
2025年5月2日，韩悳洙在任期结束后正式宣布参选总统，并提出“任期第一年制定修宪案，第二年完成修宪，第三年依据新的宪法举行国会选举和总统选举后立即辞去总统职务”的竞选承诺。同日，在野党祖国革新党向警方举报韩悳洙违反《公职选举法》。
之后，韩悳洙方面与国民力量党总统候选人金文洙进行了多次意在联合进行选举活动的尝试，但进展并不顺利。5月9日深夜，国民力量党先后举行议员总会、紧急对策委员会会议、选举对策委员会会议，决定取消金文洙的总统候选人资格，重新选举候选人，意在使韩悳洙入党成为国民力量党总统候选人。5月10日凌晨，根据国民力量党紧急对策委员会和选举对策委员会的决议，韩悳洙完成了国民力量党的入党程序，成为该党党员。
2025年5月10日上午10时至晚上9时，国民力量举行党员投票，多数党员支持通过党内初选被选为总统候选人的金文洙，否决以韩悳洙取代金文洙的议案。金文洙恢复国民力量总统候选人身份。韩悳洙表示接受“国民和党员的意愿”。
2025年5月12日，韩国总统选举候选人登记结束，韩德洙未入选。

### 竞选活动后
2025年5月27日，韩国警方以内乱嫌疑为由对前国务总理韩德洙下达出国禁令。7月2日，内乱独检组传唤韩悳洙受讯。8月19日，内乱独检组再次传唤韩悳洙受讯。

## 個人生活
韩悳洙的妻子為是西洋畫家出身的崔雅英（최아영），兩人膝下並沒有子女。

## 學歷
- 京畿高等學校（朝鲜语：경기고등학교）畢業（1967年）
- 首爾大學經濟學學士（1971年）
- 哈佛大學經濟學碩士（1979年）
- 哈佛大學經濟學博士（1984年）

## 荣誉

### 官方勋奖
- -  红条勤政勋章（1992年12月31日[82]）
  -  黄条勤政勋章（2003年2月3日[82]）
  -  青条勤政勋章（2012年6月30日[82]）
  -  国民勋章无穷花章（2013年2月13日[82]）

## 外部連結
- 韩悳洙的Facebook專頁

| 官衔                            | 官衔                                       | 官衔                                                     |
| ------------------------------- | ------------------------------------------ | -------------------------------------------------------- |
| 前任： 黃教安 （2016年—2017年） | 韓國代總統 2024年                          | 繼任： 崔相穆                                            |
| 前任： 金富謙                   | 韓國國務總理 2022年－2024年                | 繼任： 缺任 崔相穆代理                                   |
| 前任： 韓明淑                   | 韓國國務總理 2007年－2008年                | 繼任： 韓昇洙                                            |
| 前任： 李憲宰                   | 經濟副總理 兼財政經濟部部長 2005年－2006年 | 繼任： 權五奎                                            |
| 前任： 李永鐸                   | 國務調整室長 2004年－2005年                | 繼任： 趙永澤                                            |
| 新頭銜                          | 通商交涉本部部長 1998年－2001年            | 繼任： 黃斗淵                                            |
| 外交職務                        |                                            |                                                          |
| 前任： 李泰植                   | 韓國駐美國大使 2009年－2012年              | 繼任： 崔英鎮                                            |
| 國際組織职务                    |                                            |                                                          |
| 前任： 楊秀吉                   | 韓國駐經濟合作暨發展組織代表部大使 2001年  | 繼任： 李景台                                            |
| 政府职务                        |                                            |                                                          |
| 前任： 姜萬洙                   | 通商產業部次官 1997年－1998年              | 繼任： 宣晙英（外交通商部次官） 崔弘健（產業支援部次官） |
| 前任： 鄭海週                   | 專利廳廳長 1996年－1997年                  | 繼任： 崔弘健                                            |